# Esero-Kultur
Die Esero-Kultur war eine früh-bronzezeitliche (archäologische) Kultur im östlichen Balkan zwischen dem 31. und 28. Jh. v. Chr. Sie ist nach einem ausgegrabenen Siedlungshügel („Tell“) nahe dem Ort Esero (bulg. Езеро, Transliteration Ezero) in der thrakischen Ebene Bulgariens benannt.
Die Esero-Kultur folgt – nach ungeklärter dazwischenliegender Fundleere (fachsprachlich „Hiatus“) – den kupfersteinzeitlichen (äneolithischen) Kulturen Karanovo VI, Gumelnița, Kodžadermen und Varna. Sie ist in etwa zeitgleich mit der Badener Kultur der nordwestlichen Karpatenebene und der Coţofeni-Kultur West-Rumäniens.

## Wirtschaft
Es war eine landwirtschaftliche Kultur mit Bronzeverwendung.

## Spekulative Interpretation
Der unerklärte Hiatus zu Beginn könnte auf einen Bruch der Vorgängerkulturen durch Einwanderung von Kurganleuten und deren anschließende Assimilation deuten.